# Osiecz (przystanek kolejowy)
Osiecz – wąskotorowy przystanek osobowy w Osieczu Wielkim, w gminie Boniewo, w powiecie włocławskim, w województwie kujawsko-pomorskim, w Polsce. Został wybudowany w 1914 roku przez okupacyjne wojska niemieckie razem z linią kolejową z Boniewa do Krośniewic.